# Yves Boisvert (journaliste)
Pour les articles homonymes, voir Yves Boisvert et Boisvert.
Yves Boisvert est un journaliste et un animateur de radio québécois né en 1964. Il est chroniqueur en affaires judiciaires et en affaires politiques pour le journal La Presse.

## Biographie
Boisvert fait ses études en droit à l'Université de Montréal, pour lesquelles il obtient un baccalauréat en 1987. Il étudie aussi le théâtre, reçoit un certificat d'études et est critique de théâtre pour le journal étudiant Continuum.
Yves Boisvert n'a pas fait ses études dans l'intention d'entrer au barreau du Québec. Il entre plutôt au quotidien La Presse en 1988 en tant que stagiaire, et il y tient sa propre rubrique depuis 2000. Au départ chroniqueur d'échecs et journaliste d'informations générales, il est ensuite chroniqueur judiciaire pendant plus de dix ans. Il récapitule les moments forts de l'année à ce même journal depuis quelques années. Il couvre de nombreuses sagas judiciaires qui marquent le Québec comme les procès de Dave Hilton et de Guy Cloutier. 
Boisvert est également présent sur la Première Chaîne de Radio-Canada et sur CKAC. Il présente aussi la série Dossiers justice sur le Canal D et est animateur de la série Bien ou Mal sur TV5 en 2007. Il est chargé de cours à l'Université Concordia.
Boisvert anime pendant la saison 2006-2007 un magazine d'affaires publiques, de concert avec Michel C. Auger, à Télé-Québec. Il collabore à l’émission Midi info, animée par Michel C. Auger à la Première Chaîne de Radio-Canada et au bulletin de nouvelles Le fil de la chaîne Noovo, à compter de 2021.
En avril 2013, son livre Pas: Chroniques et récits d'un coureur sort aux Éditions La Presse.

## Honneurs
- 2005 : Prix canadien de journalisme[2]
- 2009 : Prix canadien de journalisme[2]
- 2009 : Prix Judith-Jasmin[2]
- 2012 : Prix Jules-Fournier[2]